# Partido di Tigre
Il partido di Tigre è un dipartimento (partido) dell'Argentina facente parte della provincia di Buenos Aires. Il capoluogo è Tigre. Si tratta di uno dei 24 partidos che compongono la cosiddetta "Grande Buenos Aires".

## Geografia antropica

### Suddivisioni amministrative
Il partido di Tigre è composto da 11 località:
| Località              | Popolazione (2001) |
| --------------------- | ------------------ |
| Benavídez             | 34.162             |
| Dique Luján           | 2.676              |
| Don Torcuato Este     | 30.630             |
| Don Torcuato Oeste    | 34.236             |
| El Talar              | 43.420             |
| General Pacheco       | 43.287             |
| Islas                 | 5.034              |
| Los Troncos del Talar | 29.559             |
| Ricardo Rojas         | 19.492             |
| Rincón de Milberg     | 27.620             |
| Tigre                 | 31.106             |